# Cañada del Trigo
Pour les articles homonymes, voir Cañada et Trigo (homonymie).
Cañada del Trigo, en castillan et officiellement, La Canyada del Trigo en valencien est un village catalanophone de la région d'El Carxe et fait partie de la commune de Jumilla (Jumella en valencien). La commune appartient à la région de Murcie en Espagne et à la comarque de l'Altiplano murcien.

## Démographie
| 2004 | 2005 | 2006 | 2007 | 2008 | 2009 |
| ---- | ---- | ---- | ---- | ---- | ---- |
| 160  | 158  | 162  | 161  | 166  | 181  |

| 2010 | 2011 | 2012 | 2013 | - | - |
| ---- | ---- | ---- | ---- | - | - |
| 169  | 164  | 161  | 161  | - | - |